# Estádio Antônio Accioly
Estádio Antônio Accioly – stadion piłkarski, w Goiânia, Goiás, Brazylia, na którym swoje mecze rozgrywa klub Atlético Clube Goianiense.
Reinauguracja stadionu miała miejsce 13 września 2005 roku.